# Нижня Асуанська ГЕС
24°02′02″ пн. ш. 32°51′57″ сх. д. / 24.0339° пн. ш. 32.8658° сх. д.
Нижня Асуанська ГЕС або Стара Асуанська ГЕС — гравітаційна мурована контрфорсна гребля на річці Ніл в Асуані, Єгипет. Гребля побудована на колишньому першому порозі Нілу і розташована приблизно за 1005 км вгору по течії річки та за 690 км (пряма відстань) на південний схід від Каїру. Побудована в 1899—1902 роках, по завершенню будівництва була найбільшою мурованою греблею у світі. Гребля була розроблена для збереження паводкової води та збільшення потоку під час сухого сезону для підтримки розвитку зрошення та приросту населення у нижній течії Нілу. Початкова висота греблі не забезпечувала достатню кількість води для планового розвитку і була піднята двічі, в 1907—1912, та знову в 1929—1933 роках. Ці висоти все ще не відповідали вимогам зрошення, і в 1946 році вони були майже перевищені, намагаючись максимізувати висоту басейну. Це призвело до проєктування та будівництва Верхньої Асуанської греблі за 6 км вгору за течією.

## Передумови
Перша зафіксована спроба побудови дамби поблизу Асуана була в XI столітті, коли арабського математика та інженера Ібн аль-Хайсам (відомого на заході як Альгазен) халіф Аль-Хакім, підрядив, щоб регулювати повені Нілу Після того, як його польові роботи переконали його в непрактичності цієї схеми, і, побоюючись гніву халіфа, він вдав божевілля. Його тримали під домашнім арештом з 1011 до смерті аль-Хакіма в 1021 і в цей час він написав свою Книгу оптики.

## Будівництво
Після перемоги 1882 року в англо-єгипетській війні, що призвела до окупації Єгипту, британці розпочали будівництво першої греблі через Ніл в 1898 році. Будівництво тривало до 1902 року, гребля була відкрита 10 грудня 1902 року герцогом Коннаут и Стратерн. Проєкт був розроблений сером Вільямом Вілкоком, що залучив кількох видатних інженерів того часу, зокрема сера Бенджаміна Бейкера та сера Джона Еїрда, фірма John Aird & Co. була генпідрядником. Фінансування забезпечував Ернест Кассель.
Нижня Асуанська дамба була спроєктована як гравітаційна дамба; що має численні шлюзи, які щороку відкривались для проходження повені та її багатих поживними речовинами відкладень, але не зберігаючи жодного щорічного сховища. Гребля була побудована з бутової кладки та облицьована червоним тесаним гранітом. При побудові Нижня Асуанська гребля була найбільшою мурованою греблею у світі. Конструкція також включала навігаційний шлюз на західному березі, що дозволяло суднам проходити аж до другого порогу, тоді як раніше потрібно було перевезення по суші. На момент будівництва ніколи не робилося спроб такого масштабу

## Збільшення висоти
Початкові обмеження були накладені на висоту греблі через збереження храму Філи. Було визнано, що початкове будівництво було недостатнім для потреб розвитку, і висота греблі було збільшено у дві фази, 5 м в 1907—1912 та 9 м в 1929—1933. Додано виробництво електроенергії. Першим етапом керував сер Бенджамін Бейкер, але більшу частину детальної роботи здійснив Мердок Макдональд.
З остаточним підвищенням висоти (спроєктованим та контрольованим фірмою Sir M MacDonald & Partners), гребля має довжину 1950 м з рівнем пасма 36 м над початковим руслом; гребля забезпечує основний маршрут руху між містом та аеропортом. З будівництвом Верхньої греблі вище за течією втрачена здатність Нижньої греблі пропускати відклади повені, як і зручність, яку забезпечували шлюзи. Попередній рівень водосховища Нижньої греблі також був знижений, і тепер він забезпечує контроль за хвостовими водами Верхньої греблі.

## ГЕС
Нижня Асуанська ГЕС має дві гідроелектростанції — Асуан I (1960) та Асуан II (1985—1986). Асуан I має гідроагрегати 7 х 40 мегават з турбінами Каплана загальною потужністю 280 мегават та розташована на захід від греблі. Асуан II має 4 x 67,5 мегават та встановлену потужність 270 мегават і розташовану на греблі